# Israel Pickens
Israel Pickens, ameriški politik, * 30. januar 1780, Concord, Severna Karolina, † 24. april 1827, Matanzas, Kuba.
Pickens je bil v svoji politični karieri:
- senator Severne Karoline (1808-1810)
- kongresnik ZDA iz Severne Karoline (1811-1817)
- guverner Alabame (1821-1825)
- senator ZDA iz Alabame (1826)